# Товарная
Товарная (укр. Товарна) — село в Добромильской городской общине Самборского района Львовской области Украины.
Население по переписи 2001 года составляло 168 человек. Занимает площадь 0,932 км². Почтовый индекс — 82024. Телефонный код — 3238.